# كروغان (مقاطعة دليجان)
كروغان (بالفارسية: کروگان) هي قرية تقع في مركزي في إيران. يقدر عدد سكانها بـ 130 نسمة بحسب إحصاء 2016.